# 第11回全国高等学校バスケットボール選抜優勝大会
第11回全国高等学校バスケットボール選抜優勝大会（だい11かい ぜんこくこうとうがっこうバスケットボールせんばつゆうしょうたいかい）は、1981年3月25日から29日まで代々木体育館別館で開催された全国高等学校バスケットボール選抜優勝大会。

## 出場校
| ブロック | 都道府県 | 男子               | 男子           | 都道府県 | 女子                 | 女子           |
| ブロック | 都道府県 | 出場校             | 出場回数       | 都道府県 | 出場校               | 出場回数       |
| -------- | -------- | ------------------ | -------------- | -------- | -------------------- | -------------- |
| 北海道   | 北海道   | 東海大学第四       | 6年連続7回目   | 北海道   | 札幌静修             | 2年連続5回目   |
| 東北1    | 山形県   | 日本大学山形       | 2年連続6回目   | 秋田県   | 秋田経済大学附属     | 2年連続2回目   |
| 東北2    | 青森県   | 弘前実業           | 3年連続4回目   | 秋田県   | 湯沢北               | 初出場         |
| 関東1    | 千葉県   | 東海大学付属浦安   | 2年連続2回目   | 千葉県   | 昭和学院             | 3年連続7回目   |
| 関東2    | 茨城県   | 土浦日本大学       | 7年連続9回目   | 埼玉県   | 星野女子             | 初出場         |
| 関東3    | 神奈川県 | 相模工業大学附属   | 7年連続9回目   | 栃木県   | 宇都宮女子商業       | 2年連続6回目   |
| 関東3    | 埼玉県   | 川越南             | 初出場         | 神奈川県 | 市立金沢             | 初出場         |
| 東京都1  | 東京都   | 京北               | 11年連続11回目 | 東京都   | 東京成徳短期大学附属 | 10年連続10回目 |
| 東京都2  | 東京都   | 関東               | 2年ぶり2回目   | 東京都   | 明星学園             | 3年ぶり3回目   |
| 北陸     | 福井県   | 北陸               | 2年連続3回目   | 石川県   | 中島                 | 初出場         |
| 信越     | 新潟県   | 市立白山           | 4年ぶり3回目   | 長野県   | 松本蟻ヶ崎           | 2年ぶり5回目   |
| 東海1    | 愛知県   | 名古屋電気         | 6年連続6回目   | 愛知県   | 市邨学園             | 4年連続6回目   |
| 東海2    | 愛知県   | 東海工業           | 初出場         | 愛知県   | 星城                 | 2年ぶり3回目   |
| 東海3    | 静岡県   | 興誠               | 初出場         | 静岡県   | 静岡精華             | 2年連続3回目   |
| 近畿1    | 滋賀県   | 石山               | 初出場         | 兵庫県   | 夙川学院             | 2年連続8回目   |
| 近畿2    | 大阪府   | 大阪商業大学附属堺 | 初出場         | 大阪府   | 薫英                 | 3年ぶり4回目   |
| 近畿3    | 京都府   | 洛南               | 7年連続7回目   | 滋賀県   | 長浜商工             | 2年ぶり3回目   |
| 中国1    | 山口県   | 防府商業           | 初出場         | 岡山県   | 就実                 | 3年ぶり3回目   |
| 中国2    | 島根県   | 松江工業           | 2年ぶり5回目   | 広島県   | 市立広島商業         | 初出場         |
| 四国     | 徳島県   | 海南               | 2年ぶり5回目   | 愛媛県   | 済美                 | 3年連続3回目   |
| 九州1    | 福岡県   | 小倉工業           | 9年ぶり2回目   | 熊本県   | 熊本女子             | 2年ぶり2回目   |
| 九州2    | 福岡県   | 福岡大学附属大濠   | 8年連続8回目   | 福岡県   | 中村学園女子         | 2年連続2回目   |
| 九州3    | 長崎県   | 海星               | 6年ぶり2回目   | 鹿児島県 | 鹿児島女子           | 2年連続8回目   |
| 推薦     | 秋田県   | 能代工業           | 11年連続11回目 | 大阪府   | 樟蔭東               | 8年連続8回目   |

## 試合結果

### 男子
1回戦
- 相模工業大学附属 89 - 88 市立白山
- 福岡大学附属大濠 95 - 74 大阪商業大学附属堺
- 洛南 65 - 49 川越南
- 北陸 75 - 67 東海大学第四

- 関東 86 - 68 海星
- 東海工業 44 - 41 松江工業
- 土浦日本大学 66 - 43 興誠
- 弘前実業 63 - 58 石山

2回戦
- 能代工業 81 - 60 洛南
- 海南 81 - 74 北陸
- 東海大学付属浦安 87 - 59 関東
- 小倉工業 68 - 53 東海工業

- 京北 76 - 64 土浦日本大学
- 弘前実業 105 - 64 防府商業
- 日本大学山形 65 - 45 相模工業大学附属
- 名古屋電気 75 - 56 福岡大学附属大濠

準々決勝
- 京北 71 - 69 弘前実業
- 東海大学付属浦安 84 - 75 小倉工業
- 能代工業 116 - 78 海南
- 日本大学山形 67 - 59 名古屋電気

準決勝
- 能代工業 86 - 50 東海大学付属浦安
- 日本大学山形 45 - 44 京北

3位決定戦
- 京北 75 - 58 東海大学付属浦安

決勝
- 能代工業 84 - 48 日本大学山形

### 女子
1回戦
- 中村学園女子 87 - 49 宇都宮女子商業
- 星野女子 81 - 80 長浜商工
- 札幌静修 67 - 58 静岡精華
- 湯沢北 98 - 38 市立広島商業

- 薫英 70 - 56 鹿児島女子
- 明星学園 90 - 34 中島
- 夙川学院 88 - 41 松本蟻ヶ崎
- 市立金沢 72 - 68 星城

2回戦
- 樟蔭東 74 - 46 中村学園女子
- 済美 77 - 66 星野女子
- 市邨学園 85 - 71 湯沢北
- 昭和学院 73 - 53 明星学園

- 東京成徳短期大学附属 95 - 57 市立金沢
- 札幌静修 88 - 38 就実
- 秋田経済大学附属 65 - 44 薫英
- 夙川学院 90 - 64 熊本女子

準々決勝
- 樟蔭東 54 - 53 済美
- 東京成徳短期大学附属 82 - 77 札幌静修
- 市邨学園 52 - 51 昭和学院
- 夙川学院 76 - 66 秋田経済大学附属

準決勝
- 市邨学園 50 - 43 樟蔭東
- 東京成徳短期大学附属 60 - 55 夙川学院

3位決定戦
- 夙川学院 65 - 64 樟蔭東

決勝
- 東京成徳短期大学附属 49 - 42 市邨学園

## 大会ベスト5
男子
- 東出浩一 (能代工業№・2年)
- 藤原浩孝 (能代工業№・2年)
- 木村和宏 (能代工業№・1年)
- 佐藤幸久 (日本大学山形№・年)
- 甲谷彰浩 (京北№・年)

女子
- 加藤恵美 (東京成徳短期大学附属№・年)
- 中山美穂 (東京成徳短期大学附属№・年)
- 橋本早予 (市邨学園№・年)
- 山城定子 (夙川学院№・年)
- 近石香緒里 (樟蔭東№・年)